# Instituut voor Naamkunde en Dialectologie
Het Instituut voor Naamkunde en Dialectologie was een nationale instelling van de Belgische overheid, verbonden aan het Departement Linguïstiek van de Katholieke Universiteit Leuven. Hoewel het nooit formeel is opgeheven, is het in 2013, na de integratie van de geacademiseerde opleidingen, de facto opgegaan in de onderzoeksgroepen en onderzoekseenheden. De voormalige leden verzorgen nog wel de dienstverlening van het Instituut.

## Taakbeschrijving
Het Instituut verzorgde vooral drie soorten van dienstverlening aan culturele verenigingen en organisaties, dialectgeïnteresseerden, genealogen en (amateur-)naamkundigen:
- Het beantwoorden van vragen over de betekenis en/of verspreiding van dialectwoorden en -verschijnselen.
- Het beantwoorden van vragen naar de betekenis van de eigen voor- en familienaam of de naam van de straat of de gemeente waar men woont.
- Het verstrekken van informatie over de geografische spreiding van een familienaam.
- Het verstrekken van advies aan auteurs van lokale dialectpublicaties.
- Het beheer van het dialectarchief. Dit archief bestaat onder meer uit de 50 vragenlijsten die tussen 1922 en 1958 door de toenmalige "Zuid-Nederlandse Dialectcentrale" werden verstuurd en door honderden zegslieden uit heel het Vlaamse land zijn ingevuld.

Vroegere voorzitters waren Jan Goossens, Willy Van Langendonck en Luk Draye.

## Geschiedenis
In 1925 werd het Instituut voor Vlaamsche Toponymie opgericht dat startte met het verzamelen en onderzoeken van Vlaamse plaatsnamen. De studie van antroponiemen (persoonsnamen) werd aan het onderzoeksdomein toegevoegd, en in 1947 werd de naam Instituut voor Naamkunde ingevoerd. In 1975 wordt dit instituut samengevoegd met dat van dialectologie tot het Instituut voor Naamkunde en Dialectologie. Op naamkundig vlak betreft het onderzoek vooral de geografie van de familienamen, de eigennaamtheorie, en de studie van persoons- en plaatsnamen vanuit synchroon en diachroon perspectief. Een van de verwezenlijkingen is het Corpus Molemans-Thiry, een repertorium van onuitgegeven toponymische documentatie voor Nederlandstalig België (1925-1975).